# Амадеус бенд
Амадеус бенд је српска поп и рок група основана 1997. године у Лесковцу.

## Чланови групе

### Садашњи
- Бојан Тасић — главни вокал (од 1997)
- Бојан Станимировић — клавијатуре (од 1997)
- Александар Станимировић — клавијатуре (од 1997)
- Стефан Јевђић — гитара (од фебруара 2021)
- Мирослав Митић — бубњеви (од 2024)

### Бивши
- Ненад Милошевић — гитара, вокал (до 2005)
- Бојан Златановић — бубњеви, вокал (од 1997. до новембра 2020); преминуо 2020. године[2]
- Милан Кордулуп — гитара (од августа 2005. до фебруара 2021)
- Игор Јеремић — бубњеви (од фебруара 2021 до 2024)

## Дискографија

### Студијски албуми
- Купи ме (2002)
- Такве као ми (2003)
- 100% (2005)
- Вечерас (2007)
- Љубав и хемија (2009)
- Није свеједно (2011)
- Крв и навике (2015)
- Буди своја (2018)

### Компилације
- (2007)
- Live! Сава центар (2011)
- (2011)
- (2013)

## Фестивали
Сунчане скале, Херцег Нови:
- Купи ме, 2001

Бања Лука:
- Проспи сада лажи (Вече забавне музике), победничка песма, 2003

Радијски фестивал, Србија:
- Она и ја, победничка песма, 2004

Пјесма Медитерана, Будва:
- Месец дана, 2005

Беовизија:
- Зато што знам, 2007